# Jung Eun-ji
Đây là một tên người Triều Tiên, họ là Jung.
Jung Hye-rim (Hangul: 정혜림, Hanja: 郑慧林, Hán-Việt: Trịnh Tuệ Lâm, sinh ngày 18 tháng 8 năm 1993), sau đổi thành Jung Eun-ji (Hangul: 정은지, Hanja: 郑恩地, Hán-Việt: Trịnh Ân Địa), thường được biết đến với nghệ danh Eunji, là một nữ ca sĩ, nhạc sĩ và diễn viên người Hàn Quốc. Cô được biết đến khi là thành viên của nhóm nhạc nữ Apink do công ty IST Entertainment quản lý. 
Jung Eun-ji đã debut với vai trò là diễn viên qua bộ phim Lời hồi đáp 1997 (2012) và tạo được ấn tượng lớn với trong lòng người xem với vai diễn Sung Si-won. Sau đó cô tiếp tục tham gia các bộ phim như Ngọn gió đông năm ấy (2013), Trot Lovers (2014), Vũ điệu tuổi trẻ (2015) và Untouchable (2017). Cô cũng chính thức tham gia mảng điện ảnh qua phim điện ảnh đầu tiên 0.0MHz (2019).

## Tiểu sử
Jung Eun-ji tên khai sinh là Jung Hyerim, được sinh ra tại Haeundae, Busan, Hàn Quốc, vào ngày 18 tháng 8 năm 1993. Cô đã tốt nghiệp tại trường trung học nữ sinh Hyehwa. Vào năm 2004, Jung Eunji giành được giải thưởng trong chương trình Exciting Day Enjoyable Day (신나는 날 즐거운 날) được tổ chức bởi đài truyền hình KBS. Vào tháng 11 năm 2010, Jung Eunji đã vượt qua cuộc thi tuyển chọn để trở thành giọng ca chính của Apink. Cô là một trong những idol hiếm hoi có thời gian thực tập ngắn kỉ lục (khoảng 2 tháng) trau dồi kĩ năng để debut cùng Apink. Eunji đã nhiều lần ước mơ là trở thành một giảng viên thanh nhạc. Tuy nhiên, sau khi vượt qua buổi thử giọng là để làm giọng ca chính của Apink, cô thay quyết định theo đuổi sự nghiệp ca hát.
Cô có một em trai tên là Jung Minki.
Mặc dù tên khai sinh là Jung Hyerim, nhưng mẹ cô đã thay đổi tên của cô ấy thành Jung Eunji với ý nghĩa rằng cái tên đó sẽ mang lại may mắn cho gia đình của cô ấy.

## Sự nghiệp

### Apink
Eunji đã được chọn là thành viên của Apink qua một buổi thử giọng. Cô được tiết lộ là thành viên thứ tư của nhóm qua một video trực tuyến. Video của Eunji là màn biểu diễn cover lại ca khúc "Love You I Do" của Jennifer Hudson. Cô đã được đào tạo chỉ 2 tháng trước khi ra mắt với nhóm. Jung Eunji cùng các thành viên khác trong nhóm tham gia Apink News (Chương trình thực tế của nhóm nhạc trước khi debut). Vào ngày 19 tháng 4 năm 2011, Apink phát hành đĩa đơn đầu tiên của nhóm mang tên "Mollayo (I don't know)" và ngày 21 tháng 4, Eunji chính thức được debut với tư cách là một thành viên Apink trên sân khấu ca nhạc M!Countdown đồng thời biểu diễn hai bài hát là " Mollayo" và "Wishlist" nằm trong Seven Springs of Apink của họ.

### Viết bài hát
Cô là giọng hát chính của nhóm nhạc nữ Apink. Cô đã sáng tác bài hát "Promise U" trong album Pink Memory để kỉ niệm 4 năm ra mắt của nhóm, bài "Hopefully Sky" là bài hát chủ đề trong Mini Album đầu tay của cô Dream (EP) cũng là bài cô tự sáng tác và 2 bài hát trong Mini Album thứ hai của cô The Space là "First Love" và "Full Moon" cũng là do cô tự tay sáng tác. 8 bài hát trong Mini Album thứ ba HyeHwa cô đều đồng sáng tác và viết lời. 6 bài hát trong Mini Album thứ 4 Simple do Eunji sáng tác và đồng sáng tác. Bài hát kỉ niệm 8 năm debut của Apink "Everybody Ready" cũng do cô đồng sáng tác.

## Giọng hát
- Loại giọng: Soprano  (Nữ Cao )
- Quãng giọng: Eb2 ~ F5 ~ C7
- Quãng hát hỗ trợ: Bb2/B2~ E5/F5  ~ A6 (bao gồm headvoice)

## Danh sách đĩa nhạc

### EP
| Nhan đề                                                                        | Chi tiết | Vị trí cao nhất | Vị trí cao nhất | Vị trí cao nhất | Doanh số                             |
| Nhan đề                                                                        | Chi tiết | Hàn Quốc        | Nhật Bản        | Hoa Kỳ          | Doanh số                             |
| ------------------------------------------------------------------------------ | --- | --------------- | --------------- | --------------- | ------------------------------------ |
| Dream                                                                          | - Phát hành: 18 tháng 4 năm 2016 - Nhãn đĩa: Plan A Entertainment, LOEN Entertainment - Định dạng: CD, tải nhạc số | 3               | —               | 13              | - Hàn Quốc: 40.020+                  |
| The Space                                                                      | - Phát hành: 10 tháng 4 năm 2017 - Nhãn đĩa: Plan A Entertainment, LOEN Entertainment - Định dạng: CD, tải nhạc số | 2               | 89              | TBA             | - Hàn Quốc: 26.617+ - Nhật Bản: 583+ |
| HYEHWA                                                                         | • Phát hành: 17 tháng 10 năm 2018 • Nhãn địa: KakaoM Entertaiment (Loen trước đây) • Định dạng: CD, nhạc số        | 11              | -               | CTB             | •Hàn Quốc: 17.773+                   |
| Simple                                                                         | - Phát hành: 15 tháng 7 năm 2020 - Nhãn đĩa: PlayM Entertainment - Định dạng: CD, tải nhạc số                      |                 |                 |                 | - Hàn Quốc: 26.045+                  |
| "—" nghĩa là không được xếp hạng hoặc không được phát hành ở vùng lãnh thổ đó. | |                 |                 |                 |                                      |

### Đĩa đơn
| Đĩa đơn                                                                      | Năm              | Vị trí cao nhất  | Doanh số (Nhạc số)     | Album                         |
| Đĩa đơn                                                                      | Năm              | Hàn Quốc         | Doanh số (Nhạc số)     | Album                         |
| Đĩa đơn quảng bá                                                             | Đĩa đơn quảng bá | Đĩa đơn quảng bá | Đĩa đơn quảng bá       | Đĩa đơn quảng bá              |
| ---------------------------------------------------------------------------- | ---------------- | ---------------- | ---------------------- | ----------------------------- |
| "Hopefully Sky"                                                              | 2016             | 1                | - Hàn Quốc: 1.366.552+ | Dream                         |
| "The Spring"                                                                 | 2017             | 2                | - Hàn Quốc: 306.519+   | The Space                     |
| "Being There"                                                                | 2018             | 5                |                        | HyeHwa                        |
| Nhạc phim                                                                    |                  |                  |                        |                               |
| "All For You" (với Seo In-guk)                                               | 2012             | 1                | - Hàn Quốc: 2.690.706+ | Reply 1997 OST                |
| "Just the Way We Love" (với Seo In-guk)                                      | 2012             | 3                | - Hàn Quốc: 1.428.802+ | Reply 1997 OST                |
| "One Minute Ago" (với Kang Ho-dong)                                          | 2013             | —                | —                      | Barefooted Friends OST        |
| "Saving Santa" (với Suho)                                                    | 2013             | —                | —                      | Saving Santa OST              |
| "It's You"                                                                   | 2014             | 11               | - Hàn Quốc: 417.438+   | Three Days OST                |
| "A Love Before"                                                              | 2016             | 79               | - Hàn Quốc: 27.570+    | Entertainer OST               |
| "Your Garden"                                                                | 2017             | —                | —                      | Strong Woman Do Bong-soon OST |
| "Stay"                                                                       | 2018             | —                |                        | Suits OST                     |
| "How's your night"                                                           | 2020             | —                |                        | She's my type OST             |
| "To me"                                                                      | 2020             | —                |                        | Start-up OST                  |
| Hợp tác                                                                      |                  |                  |                        |                               |
| Love Day (với Yang Yo-seob)                                                  | 2012             | 8                | - Hàn Quốc: 1.604.167+ | A Cube For Season #Green      |
| "A Year Ago" (với Kim Namjoo và Jang Hyun-seung)                             | 2013             | 13               | - Hàn Quốc: 300.616+   | A Cube for Season #White      |
| "Know We're Going to Break Up" (với Huh Gak)                                 | 2013             | 29               | - Hàn Quốc: 192.124+   | Little Giant                  |
| "Short Hair" (với Huh Gak)                                                   | 2013             | 1                | - Hàn Quốc: 1.207.766+ | A Cube for Season #Blue       |
| Fanta Time (với Lee Kwang-soo, Niel)                                         | 2013             | —                | —                      | Fanta Time                    |
| "Break Up to Make Up" (với Huh Gak)                                          | 2014             | 1                | - Hàn Quốc: 803.627+   | A Cube for Season #Sky-Blue   |
| "Visual Gangster) với MC Mong                                                | 2016             |                  |                        |                               |
| "Ocean.wav" (với Huh Gak)                                                    | 2017             |                  |                        |                               |
| "OASIS" (với APink, Huh Gak, VICTON)                                         | 2017             |                  |                        |                               |
| Eyescream (với Hanhae)                                                       | 2017             |                  |                        |                               |
| Be With Me (với 10cm)                                                        | 2019             |                  |                        |                               |
| Let you go (với Huh Gak)                                                     | 2019             |                  |                        |                               |
| "—" denotes releases that did not chart or were not released in that region. |                  |                  |                        |                               |

## Sản xuất âm nhạc và viết lời
| Năm  | Bài hát                             | Nghệ sĩ | Album       | Ghi chú |
| ---- | ----------------------------------- | ------- | ----------- | --- |
| 2015 | Promise U (새끼손가락)              | Apink   | Pink Memory | Viết lời cùng Beom & Nang, âm nhạc với Beom & Nang, hiệu đính với Beom & Nang                                               |
| 2016 | Hopefully Sky (하늘바라기)          | Solo    | Dream       | Viết lời cùng Duble Sidekick & Long Candy, âm nhạc với Duble Sidekick & Long Candy, hiệu đính với Duble Sidekick & EASTWEST |
| 2017 | First Love (소녀의 소년)            | Solo    | The Space   | Viết lời |
| 2017 | Full Moon (서울의 달)               | Solo    | The Space   | Viết lời |
| 2018 | Miracle (기적 같은 이야기)          | Apink   | Miracle     | Đồng sáng tác cùng LOOGONE, Beom & Nang và J. MI                                                                            |
| 2018 | Cả tám bài hát trong album "HYEHWA" | Solo    | HyeHwa      | Đồng sáng tác và Viết lời                                                                                                   |
| 2019 | Everybody Ready                     | Apink   | Single      | Viết lời |
| 2020 | Cả sáu bài hát trong album "Simple" | Solo    | Simple      | Đồng sáng tác và Viết lời                                                                                                   |

## Danh sách phim

### Phim truyền hình/chiếu mạng
| Năm       | Tựa đề                      | Vai diễn                                | Kênh phát sóng |
| --------- | --------------------------- | --------------------------------------- | -------------- |
| 2012      | Reply 1997                  | Sung Shi-won                            | tvN            |
| 2013      | That Winter, the Wind Blows | Moon Hee-sun                            | SBS            |
| 2013      | Reply 1994                  | Sung Shi-won (khách mời, tập 16-17, 21) | tvN            |
| 2014      | Trot Lovers                 | Choi Choon-hee                          | KBS2           |
| 2015      | Cheer Up!                   | Kang Yeon-doo                           | KBS2           |
| 2017      | Untouchable                 | Seo Yi-ra                               | JTBC           |
| 2021      | Work Late Drink Now         | Kang Jigu                               | TVING          |
| 2022      | Blind                       | Jo Eun Ki                               | tvN            |
| 2021-2023 | Work Late Drink Now         | Kang Jigu                               | TVING          |

### Phim điện ảnh
| Năm  | Tựa đề       | Vai diễn | Ghi chú                        |
| ---- | ------------ | -------- | ------------------------------ |
| 2013 | Saving Santa | Shiny    | Lồng tiếng phiên bản tiếng Hàn |
| 2017 | My pet Ozzy  | -        | Lồng tiếng phiên bản tiếng Hàn |
| 2018 | 0.0MHz       | So Hee   | Nữ chính                       |

### Nhạc kịch
| Năm       | Tựa đề         | Vai diễn   |
| --------- | -------------- | ---------- |
| 2012-2013 | Legally Blonde | Elle Woods |
| 2014      | Full House     | Han Ji-eun |

### Chương trình giải trí
| Năm       | Chương trình                                          | Vai trò                         | Ghi chú                                                                     | Kênh phát sóng |
| --------- | ----------------------------------------------------- | ------------------------------- | --------------------------------------------------------------------------- | -------------- |
| 2011      | A Pink News (Season 1)                                |                                 | Show thực tế với A Pink, 12 tập                                             | TrendE         |
| 2011      | Challenge 1000 Song                                   |                                 | Khách mời với Bomi, Naeun, Namjoo, Hayoung                                  | SBS            |
| 2011      | God of Cookery Road                                   |                                 | Khách mời với Bomi và Namjoo, Tập 29, 30                                    | Y-Star         |
| 2011      | Chuseok Idol Athletic Championship                    |                                 | Đội hồng                                                                    | MBC            |
| 2011-2012 | A Pink News (Season 2)                                |                                 | Show thực tế với A Pink, 12 tập                                             | TrendE         |
| 2011-2012 | Birth Of Family (Season 1)                            |                                 | Show thực tế với A Pink và Infinite                                         | KBS2           |
| 2012      | A Pink News (Season 3)                                |                                 | Show thực tế với A Pink, 13 tập                                             | TrendE         |
| 2012      | Idol Premiere Quiz Show                               | với Bomi                        |                                                                             | JTBC           |
| 2012      | Weekly Idol                                           | Khách mời với Apink             | Tập 25                                                                      | MBC Every 1    |
| 2013      | Idol Sports Championship                              |                                 | Đội hồng                                                                    | MBC            |
| 2013      | 2 Days 1 Night                                        | Khách mời với Apink             | Tập 82                                                                      | KBS            |
| 2013      | Real Man                                              | Khách mời với Apink             |                                                                             | MBC            |
| 2013      | Weekly Idol                                           | Khách mời với Apink             | Tập 104                                                                     | MBC Every 1    |
| 2013      | Hello Counselor                                       | Khách mời với Chorong           |                                                                             | KBS            |
| 2013      | God of Cookery Road                                   | Khách mời với Chorong và Bomi   |                                                                             | Y-Star         |
| 2013      | Challenge 1000 Song                                   | Khách mời với Bomi và Namjoo    |                                                                             | SBS            |
| 2013      | Happy Together                                        |                                 | Tập 325                                                                     | KBS2           |
| 2013      | Idol Star Athletics Championship                      |                                 | Đội D với BtoB, BEAST, MBLAQ, B.A.P & Secret                                | MBC            |
| 2014      | Running Man                                           |                                 | Khách mời với Naeun tập 162, Khách mời tập 218, Khách mời với Apink tập 197 | SBS            |
| 2014      | Oven Radio                                            |                                 |                                                                             | 1theK          |
| 2014      | Hello Counselor                                       |                                 | Khách mời với Namjoo                                                        | KBS            |
| 2014      | Apink's Showtime                                      |                                 | Show thưc tế với Apink, 8 tập                                               | MBC Every 1    |
| 2014      | Weekly Idol                                           | Khách mời với Apink             | Tập 142, 175                                                                | MBC Every 1    |
| 2014      | Oh! My Baby                                           | Với Bomi, Namjoo, Hayoung       |                                                                             | SBS            |
| 2014      | Human Condition                                       | Khách mời với Apink             |                                                                             | KBS2           |
| 2014      | After School Club                                     | Khách mời với Apink             | Tập 57, 127                                                                 | Arirang        |
| 2014      | Idol Star Athletics Championship                      |                                 | Đội A với Apink                                                             | MBC            |
| 2014      | The King of Food                                      | Khách mời với Bomi              | Tập 4                                                                       | KBS            |
| 2015      | King of Mask Singer                                   |                                 | Tập 12                                                                      | MBC            |
| 2015      | Hello Counselor                                       |                                 | Khách mời với Hayoung                                                       | KBS            |
| 2015      | Weekly Idol                                           | Khách mời với Apink             | Tập 192, 193, 208                                                           | MBC Every 1    |
| 2015      | 2 Days 1 Night                                        | Khách mời với Apink             | Tập 550, 552                                                                | KBS            |
| 2015      | Idol Star Athletics Championship (Dịp Chuseok)        |                                 | Chung đội với 4Minute, BEAST, Noh Jihoon, BTOB, CLC, Yuto                   | MBC            |
| 2015      | Real Man                                              | Khách mời với Apink             | Tập 550, 552                                                                | MBC            |
| 2016      | Healing Camp                                          |                                 | Tập 11                                                                      | SBS            |
| 2016      | Idol Star Athletics Championship (Dịp tết nguyên đán) |                                 | Chung đội với 4Minute, BEAST, Noh Jihoon, BTOB. CLC (Áo xanh lá cây)        | MBC            |
| 2016      | Sugar Man                                             |                                 | Tập 19                                                                      | JTBC           |
| 2016      | Duet Song Festival                                    |                                 | Tham gia 2 lần, lần 1: 8/2/2016, lần 2: 15/4/2016                           | MBC            |
| 2016      | Happy Toghether                                       |                                 | Với Namjoo, Tập 447                                                         | KBS2           |
| 2016      | Apink extreme adventure                               |                                 | Show thực tế với Apink                                                      | V-live         |
| 2016      | Weekly Idol                                           | Khách mời với Apink             | Tập 271                                                                     | MBC Every 1    |
| 2016      | Trip or Trap                                          | Với Hayoung                     |                                                                             | SBS            |
| 2017      | Crime Scene Season 3                                  | Host                            |                                                                             | JTBC           |
| 2017      | Law of The Jungle                                     |                                 | Tập 269                                                                     | JTBC           |
| 2017      | Weekly idol                                           | Khách mời với Apink             | Tập 309                                                                     | MBC Every1     |
| 2017      | Knowing Brother                                       | Khách mời với Apink             | Tập 80                                                                      | JTBC           |
| 2017      | Yoo Heeyeol's Sketchbook                              | Solo                            |                                                                             | KBS            |
| 2017      | Yoo Heeyeol's Sketchbook                              | khách mời với Apink             |                                                                             | KBS            |
| 2017      | JYPark's Party People                                 | khách mời với Apink             |                                                                             | SBS            |
| 2017      | Let's Eat Dinner Together                             | Với Naeun                       |                                                                             | JTBC           |
| 2018      | Knowing Brother                                       | Khách mời với Apink             | Tập 134                                                                     | JTBC           |
| 2018      | Idol Room                                             | Khách mời với Apink             | Tập 9                                                                       | JTBC           |
| 2018      | Weekly Idol                                           | Khách mời với Apink             | Tập 365-366                                                                 | MBC            |
| 2018      | Life Bar                                              | Khách mời với Chorong           | Tập 78                                                                      | TvN            |
| 2018      | Idol Master                                           | Khách mời với Apink             | Tập 20                                                                      | KBS            |
| 2018      | Lee Gukjo's Radio Youngstreet                         | Khách mời với Apink             |                                                                             |                |
| 2018      | One Night Food Trip                                   | Khách mời với Shim Soyoung      |                                                                             | Olive          |
| 2018      | Sugar Man 2                                           | Khách mời với Hanhae, Hi-Suhyun |                                                                             | JTBC           |
| 2019      | Running Man                                           | Khách mời với Apink             | Tập 433,458,459,468,469                                                     | SBS            |

## Giải thưởng và đề cử
| Năm  | Giải thưởng                                  | Thể loại                                                         | Tác phẩm, dự án                                   | Kết quả   |
| ---- | -------------------------------------------- | ---------------------------------------------------------------- | ------------------------------------------------- | --------- |
| 2012 | 5th Korea Drama Awards                       | Best Couple (with Seo In-guk)                                    | Reply 1997                                        | Đoạt giải |
| 2012 | 5th Style Icon Awards                        | Top 10 Style Icons (with Seo In-guk)                             | Reply 1997                                        | Đoạt giải |
| 2012 | 14th Mnet Asian Music Awards                 | Best OST (with Seo In-guk)                                       | "All For You" Reply 1997                          | Đoạt giải |
| 2012 | 1st K-Drama Star Awards                      | Best OST (with Seo In-guk)                                       | "All For You" Reply 1997                          | Đoạt giải |
| 2012 | 1st K-Drama Star Awards                      | Acting Award, Actress                                            | Reply 1997                                        | Đề cử     |
| 2012 | 1st K-Drama Star Awards                      | Rising Star Award                                                | Reply 1997                                        | Đoạt giải |
| 2012 | 1st K-Drama Star Awards                      | Best Couple (with Seo In-guk)                                    | Reply 1997                                        | Đoạt giải |
| 2012 | 4th Melon Music Awards                       | Best OST (with Seo In-guk)                                       | "All For You" Reply 1997                          | Đoạt giải |
| 2013 | 2nd Gaon Chart K-Pop Awards                  | Songs of the Year (Digital Awards [September]) (with Seo In-guk) | "All For You" Reply 1997                          | Đoạt giải |
| 2013 | 49th Baeksang Arts Awards                    | Best New TV Actress                                              | Reply 1997 (Lời hồi đáp 1997)                     | Đoạt giải |
| 2013 | 2nd APAN Star Awards                         | Best Performance                                                 | That Winter, the Wind Blows (Gió mùa đông năm ấy) | Đoạt giải |
| 2013 | SBS Drama Awards                             | Best New Actress                                                 | That Winter, the Wind Blows (Gió mùa đông năm ấy) | Đoạt giải |
| 2014 | 16th Seoul International Youth Film Festival | Best Young Actress                                               | Trot Lovers                                       | Đoạt giải |
| 2014 | 16th Seoul International Youth Film Festival | Best OST by a Female Artist                                      | "It's You" Three Days                             | Đề cử     |
| 2014 | 22nd Korea Culture and Entertainment Awards  | Excellence Award, Actress in a Drama                             | Trot Lovers                                       | Đoạt giải |
| 2014 | 16th Mnet Asian Music Awards                 | Best Collaboration (with Huh Gak)                                | "Break Up to Make Up"                             | Đề cử     |
| 2014 | 16th Mnet Asian Music Awards                 | Song of the Year (with Huh Gak)                                  | "Break Up to Make Up"                             | Đề cử     |
| 2014 | 6th Melon Music Awards                       | Best OST                                                         | "It's You" Three Days                             | Đề cử     |
| 2014 | MTV Best of the Best                         | Best Collaboration (with Huh Gak)                                | "Break Up to Make Up"                             | Đoạt giải |
| 2014 | KBS Drama Awards                             | Excellence Award, Actress in a Miniseries                        | Trot Lovers (Tình yêu nhạc trot)                  | Đề cử     |
| 2014 | KBS Drama Awards                             | Best New Actress                                                 | Trot Lovers (Tình yêu nhạc trot)                  | Đề cử     |
| 2014 | KBS Drama Awards                             | Popularity Award, Actress                                        | Trot Lovers (Tình yêu nhạc trot)                  | Đoạt giải |
| 2015 | 29th KBS Drama Awards                        | Popularity Award, Actress                                        | Cheer Up! (Vũ điệu tuổi trẻ)                      | Đề cử     |
| 2015 | The 11th Annual Soompi Awards 2015           | Best couple (với Lee Won Geun)                                   | Cheer Up!                                         | Đoạt giải |
| 2016 | tvN10 Awards                                 | Best Kiss (with Seo In-guk)                                      | Reply 1997                                        | Đoạt giải |
| 2016 | tvN10 Awards                                 | Made in tvN, Actress in Drama                                    | Reply 1997                                        | Đề cử     |
| 2016 | 18th Mnet Asian Music Awards                 | Best Female Artist                                               | Jung Eun-ji                                       | Đề cử     |
| 2016 | 18th Mnet Asian Music Awards                 | Best Vocal Performance Female Solo                               | "Hopefully Sky"                                   | Đề cử     |
| 2016 | 18th Mnet Asian Music Awards                 | Artist of the Year                                               | Jung Eun-ji                                       | Đề cử     |
| 2016 | 18th Mnet Asian Music Awards                 | Song of the Year                                                 | "Hopefully Sky"                                   | Đề cử     |
| 2016 | 8th Melon Music Awards                       | Best Ballad Award                                                | "Hopefully Sky"                                   | Đoạt giải |
| 2017 | 9th Melon Music Awards                       | Top 10 Artists                                                   | Jung Eun-ji                                       | Đề cử     |
| 2017 | 9th Melon Music Awards                       | Folk/Blues Song                                                  | "The Spring"                                      | Đoạt giải |
| 2017 | 19th Mnet Asian Music Awards                 | Best Vocal Performance Female Solo                               | "The Spring"                                      | Đề cử     |
| 2017 | 19th Mnet Asian Music Awards                 | Qoo10 Song of the Year                                           | "The Spring"                                      | Đề cử     |
| 2019 | Korea First Brand 2020                       | Radio DJ                                                         | Jung Eun-Ji                                       | Đoạt giải |
| 2020 | BRAND OF THE YEAR 2020                       | BEST RADIO DJ                                                    | Jung Eun-Ji                                       | Đoạt giải |

### Chương trình âm nhạc

#### Music Triangle
| Năm  | Ngày       | Bài hát                        |
| ---- | ---------- | ------------------------------ |
| 2012 | 19 tháng 9 | "All For You" (với Seo In-guk) |

#### M! Countdown
| Năm  | Ngày       | Bài hát         |
| ---- | ---------- | --------------- |
| 2016 | 28 tháng 4 | "Hopefully Sky" |

#### Inkigayo
| Năm  | Ngày      | Bài hát         |
| ---- | --------- | --------------- |
| 2016 | 1 tháng 5 | "Hopefully Sky" |

#### The Show
| Năm  | Ngày       | Bài hát      |
| ---- | ---------- | ------------ |
| 2017 | 18 tháng 4 | "The Spring" |

#### Show Champion
| Năm  | Ngày       | Bài hát      |
| ---- | ---------- | ------------ |
| 2017 | 19 tháng 4 | "The Spring" |

## Liên kiết ngoài
- Jung Eun-ji trên Twitter (tiếng Hàn)
- Jung Eun-ji trên HanCinema
- Jung Eun-ji trên Youtube (tiếng Hàn)
- Jung Eun-ji trên Instagram (tiếng Hàn)
- Jung Eun-ji[liên kết hỏng] trên Vlive (tiếng Hàn)